# Футбольний матч Франція — Україна (2020)
Товариський матч між футбольними збірними Франції та України відбувся 7 жовтня 2020 року на стадіоні «Стад-де-Франс» в передмісті Парижа Сен-Дені. Матч завершився найбільшою поразкою збірної України за всю її історію (1:7) та спричинив публікацію великої кількості критичних матеріалів щодо гри збірної в цілому, а також її окремих гравців та головного тренера команди.

## Передмова
| № | Дата              | Місце                             | Турнір           | Матч              | Результат |
| - | ----------------- | --------------------------------- | ---------------- | ----------------- | --------- |
| 1 | 27 березня 1999   | Стад-де-Франс, Сен-Дені, Франція  | КЧЄ-2000         | Франція — Україна | 0 – 0     |
| 2 | 4 вересня 1999    | НСК «Олімпійський», Київ, Україна | КЧЄ-2000         | Україна — Франція | 0 – 0     |
| 3 | 6 червня 2004     | Стад-де-Франс, Сен-Дені, Франція  | Товариський матч | Франція — Україна | 1 – 0     |
| 4 | 2 червня 2007     | Стад-де-Франс, Сен-Дені, Франція  | КЧЄ-2008         | Франція — Україна | 2 – 0     |
| 5 | 21 листопада 2007 | НСК «Олімпійський», Київ, Україна | КЧЄ-2008         | Україна — Франція | 2 – 2     |
| 6 | 6 червня 2011     | Донбас Арена, Донецьк, Україна    | Товариський матч | Україна — Франція | 1 – 4     |
| 7 | 15 червня 2012    | Донбас Арена, Донецьк, Україна    | ЧЄ-2012          | Україна — Франція | 0 – 2     |
| 8 | 15 листопада 2013 | НСК «Олімпійський», Київ, Україна | КЧС-2014         | Україна — Франція | 2 – 0     |
| 9 | 19 листопада 2013 | Стад-де-Франс, Сен-Дені, Франція  | КЧС-2014         | Франція – Україна | 3 – 0     |

## Вплив пандемії COVID-19
Ще до вильоту збірної України до Франції стало відомо, що в матчі не візьмуть участь футболісти «Шахтаря»: у Тараса Степаненка та Андрія Пятова діагностували COVID-19, а решта «гірників» контактували з ними. Уже в Парижі стало відомо про позитивний тест на COVID-19 голкіперів Андрія Луніна та Юрія Паньківа. Таким чином, в розпорядженні Андрія Шевченка було лише 20  футболістів. У складі команди залишився єдиний здоровий воротар — Георгій Бущан, а тому на матч запасним голкіпером був заявлений тренер воротарів збірної 45-річний Олександр Шовковський. В стартовому складі збірної України вийшло 4 гравці, для яких це був перший матч за національну збірну.

## Матч
| 7 жовтня 2020 22:10 UTC |

| Франція                                                                           | 7:1      | Україна      |
| --------------------------------------------------------------------------------- | -------- | ------------ |
| Камавінга 9' Жіру 24', 34' Миколенко 40' (аг) Толіссо 65' Мбаппе 82' Грізманн 89' | Протокол | 53' Циганков |

| Сен-Дені, Стад-де-Франс Глядачів: 1 000 Арбітр: Андріс Трейманіс |

| Франція | Україна |

| ФРАНЦІЯ:         |    |                   |                 |         |
|                  |    |                   |                 |         |
| ВР               | 16 | Стів Манданда 46' |                 |         |
| ЗХ               | 2  | Бенжамен Павар    |                 |         |
| ЗХ               | 5  | Клеман Лангле     |                 |         |
| ПН               | 8  | Уссем Ауар        | 59'             |         |
| ПН               | 9  | Олів'є Жіру       | () 24', 34' 73' |         |
| ПЗ               | 12 | Корентен Толіссо  | 65'             |         |
| ПЗ               | 14 | Едуарду Камавінга | 9' 59'          |         |
| ПЗ               | 15 | Стівен Нзонзі     |                 |         |
| ЗХ               | 17 | Люка Дінь         |                 |         |
| ЗХ               | 18 | Дайо Упамекано    | 46'             |         |
| ПН               | 19 | Антоні Марсьяль   | 46'             |         |
| Заміни:          |    |                   |                 |         |
| ВР               | 23 | Майк Меньян       |                 | 46'     |
| ЗХ               | 4  | Рафаель Варан     |                 | 46'     |
| ПН               | 10 | Кіліан Мбаппе     |                 | 46' 82' |
| ПН               | 7  | Антуан Грізманн   |                 | 59' 89' |
| ПЗ               | 6  | Поль Погба        |                 | 59'     |
| ПН               | 22 | Віссам Бен Єддер  |                 | 73'     |
| Запасні:         |    |                   |                 |         |
| ВР               | 1  | Уго Льоріс        |                 |         |
| ЗХ               | 3  | Преснель Кімпембе |                 |         |
| ПЗ               | 11 | Кінгслі Коман     |                 |         |
| ПЗ               | 13 | Н'Голо Канте      |                 |         |
| ЗХ               | 21 | Лукас Ернандес    |                 |         |
| Головний тренер: |    |                   |                 |         |
| Дідьє Дешам      |    |                   |                 |         |

| УКРАЇНА:         |    |                       |          |         |
|                  |    |                       |          |         |
| ВР               | 1  | Георгій Бущан         |          |         |
| ЗХ               | 4  | Ілля Забарний         |          |         |
| ПЗ               | 7  | Андрій Ярмоленко      | () 62'   |         |
| ПЗ               | 8  | Руслан Маліновський   | 43' 46'  |         |
| ПЗ               | 10 | Микола Шапаренко      |          |         |
| ПЗ               | 11 | Олександр Зубков      | 71'      |         |
| ЗХ               | 13 | Юхим Конопля          | 61'      |         |
| ПЗ               | 14 | Ігор Харатін          | 51'      |         |
| ЗХ               | 16 | Віталій Миколенко     | 40' (аг) | 46'     |
| ЗХ               | 18 | Богдан Михайліченко   | 46'      |         |
| ПЗ               | 20 | Євгеній Макаренко     | 62'      |         |
| Заміни:          |    |                       |          |         |
| ЗХ               | 2  | Едуард Соболь         |          | 46'     |
| ПЗ               | 15 | Віктор Циганков       |          | 46' 53' |
| ЗХ               | 22 | Євген Чеберко         |          | 46'     |
| НП               | 9  | Роман Яремчук         |          | 62'     |
| ПЗ               | 17 | Володимир Шепелєв     |          | 62'     |
| ПЗ               | 19 | Роман Безус           |          | 71'     |
| Запасні:         |    |                       |          |         |
| ВР               | 12 | Олександр Шовковський |          |         |
| ЗХ               | 3  | Ігор Пластун          |          |         |
| ПЗ               | 5  | Сергій Сидорчук       |          |         |
| ЗХ               | 21 | Олександр Караваєв    |          |         |
| Головний тренер: |    |                       |          |         |
| Андрій Шевченко  |    |                       |          |         |

|  |

### Статистика команд
| Франція | Показник (перший тайм) | Україна |
| ------- | ---------------------- | ------- |
| 7       | Голи                   | 1       |
| 24      | Удари                  | 7       |
| 13      | Удари у ворота         | 3       |
| 55%     | Володіння м'ячем       | 45%     |
| 679     | Передачі               | 564     |
| 91%     | Точність передач       | 88%     |
| 7       | Фоли                   | 10      |
| 0       | Жовті картки           | 3       |
| 0       | Червоні картки         | 0       |
| 0       | Офсайди                | 2       |
| 8       | Кутові                 | 1       |